# 宮田成華
宮田 成華（みやた なるは、1997年11月7日 - ）は、東京都町田市出身の日本の女子プロゴルファーである。所属は日立建機日本。

## 経歴
共立女子第二高等学校卒業。
小学校で配布された無料ゴルフ体験の案内を見たことをきっかけに、10歳でゴルフを始める。
クラシックバレエ、水泳、バスケットボール等も並行して行っていたが、高校生からはゴルフ一本に絞る。2015年には「第4回ヨネックスカップ高等学校ゴルフ選手権」に優勝して同年の「ヨネックスレディスゴルフトーナメント」の主催者推薦選考会（マンデー）に出場する機会を得た。
2016年日本女子プロゴルフ協会（JLPGA）最終プロテストは61位タイと不合格であったが、JLPGAファイナルクォリファイングトーナメント（QT）は95位。
2017年からTPD単年登録者として（呼称は当時。後述のプロテスト合格までの間）、JLPGA下部のステップ・アップ・ツアーを中心にツアー参戦を果たす。同年JLPGA最終プロテストは65位タイ（不合格）、ファイナルQTは31位。
2018年はJLPGAツアー29試合に出場し最高位は16位タイ（詳細後述、他にステップ・アップ・ツアー1試合出場）、同年JLPGA最終プロテストは32位タイ（不合格）、ファイナルQTは63位、2018年度の年間獲得賞金ランキングは107位。
2019年からスリーボンド所属となる。同年4度目のJLPGA最終プロテスト進出を果たし、18位タイで合格。
2020年1月1日付でJLPGAに入会、92期生となった。
2023年10月1日から日立建機日本(株)所属となる。

## 主な成績

### ステップ・アップ・ツアー
- ルートインカップ 上田丸子グランヴィリオレディース（2017年＝3位タイ）

### LPGAツアー
- 宮里藍 サントリーレディスオープンゴルフトーナメント（2018年＝16位タイ）